# The Remixes (Mariah Carey)
The Remixes è un album di remix della cantautrice statunitense Mariah Carey, pubblicato negli Stati Uniti d'America il 14 ottobre 2003 dalla Columbia Records.

## Descrizione
Si tratta di una raccolta di remix di celebri brani della cantautrice , pubblicato su due CD, che vendette oltre 2 milioni di copie, divenendo così il 5° album remix più venduto nel mondo

## Tracce
CD 1
1. My All (Morales My Club Mix) – 7:10
2. House Medley: Heartbreaker/If You Should Ever Be Lonely (Junior's Heartbreaker Club Mix) – 10:18
3. Fly Away (Butterfly Reprise) (Fly Away Club Mix) – 9:50
4. Anytime You Need a Friend (C+C Club Version) – 10:54
5. Fantasy (Def Club Mix) – 11:17
6. Honey (Classic Mix) – 8:06
7. Dreamlover (So So Def Club Mix) – 10:44
8. Emotions (12" Club Mix) – 5:50
9. Through the Rain (HQ2 Radio Edit) – 4:08

CD 2
1. Fantasy (Bad Boy Remix) featuring Ol' Dirty Bastard – 4:52
2. Always Be My Baby (Mr. Dupri Mix) featuring Da Brat, & Xscape – 4:40
3. Hip Hop Medley: My All/Stay Awhile (So So Def Mix) featuring Lord Tariq, & Peter Gunz – 4:44
4. Thank God I Found You (Make It Last Remix) featuringJoe, & Nas – 5:09
5. Breakdown featuring Krayzie Bone & Wish Bone (of Bone Thugs-N-Harmony) – 4:44
6. Honey (So So Def Mix) featuring Da Brat, & Jermaine Dupri – 5:12
7. Loverboy (Remix) featuring Da Brat, Ludacris, Shawnna, & Twenty II – 4:31
8. Heartbreaker (Remix) featuring Da Brat, & Missy Elliott - 4:38
9. Sweetheart featuring Jermaine Dupri – 4:22
10. Crybaby featuring Snoop Dogg – 5:21
11. Miss You featuring Jadakiss – 5:09
12. The One (So So Def Remix) featuring Bone Crusher – 4:38
13. I Know What You Want featuring Busta Rhymes, & Flipmode Squad – 4:12
14. All I Want for Christmas Is You (So So Def Remix) featuring Lil' Bow Wow and Jermaine Dupri – 3:44 [International Bonus Track]

## Classifiche
| Classifica               | Posizione massima |
| ------------------------ | ----------------- |
| Australian Albums Chart  | 78                |
| Dutch Albums Chart       | 99                |
| French Albums Chart      | 60                |
| Italian Albums Chart     | 72                |
| Japanese Albums Chart    | 95                |
| New Zealand Albums Chart | 36                |
| Swiss Albums Chart       | 69                |
| UK Albums Chart          | 35                |
| U.S. Billboard 200       | 26                |

## U Like This (Megamix)
U Like This (Megamix), anche semplicemente conosciuto come Megamix, è un insieme delle più famosi canzoni della Carey, già remixate. Fu lasciati in pochi club nella fine del 2004 e raggiunse la numero 38 della Hot Dance Club Party. Il remix è stato realizzato e prodotto da David Morales, che già aveva collaborato diverse volte con la Carey. Essendo una versione speciale, non venne inserita in The Remixes, e le copie del singolo sono considerate rare.

### Tracce
1. "U Like This (Megamix)" – 8:48

| Canzoni presenti nel remix            | Anno | Album     |
| ------------------------------------- | ---- | --------- |
| "Honey" (Classic Mix)                 | 1997 | Butterfly |
| "Dreamlover" (Def Club Mix)           | 1993 | Music Box |
| "Fantasy" (Def Club Mix)              | 1995 | Daydream  |
| "My All" (Classic Club Mix)           | 1998 | Butterfly |
| "Always Be My Baby" (Always Club Mix) | 1996 | Daydream  |

### Classifiche
| Classifica (2004)                  | Posizione massima |
| ---------------------------------- | ----------------- |
| U.S. Billboard Hot Dance Club Play | 38                |